# Rückersrieth
Rückersrieth ist ein Gemeindeteil des Marktes Moosbach im Oberpfälzer Landkreis Neustadt an der Waldnaab, Bayern.

## Geographische Lage
Das Dorf Rückersrieth liegt am Nordosthang des 771 m hohen Ameisenberges, an dessen Hängen
südlich von Rückersrieth der Viertelbach und nördlich von Rückersrieth der Eulenbach entspringt.
Beide Bäche fließen nach Osten und münden in den östlich von Rückersrieth von Süden nach Norden
fließenden Tröbesbach.

## Geschichte
Rückersrieth (als Rvkersrivt) wurde 1285 im Herzogsurbar als Besitz von Herzog Ludwig II. von Oberbayern erstmals schriftlich erwähnt.
Zum Stichtag 23. März 1913 (Osterfest) wurde Rückersrieth als Teil der exponierten Kooperatur Etzgersrieth mit 23 Häusern und 113 Einwohnern aufgeführt.
1975 wurde in Rückersrieth eine St.-Laurentius-Kapelle erbaut.
Am 31. Dezember 1990 hatte Rückersrieth 91 Einwohner und gehörte zur Expositur Etzgersrieth.